# Sciobia tatiana
Sciobia tatiana är en insektsart som beskrevs av Andrej Vasiljevitj Gorochov 1985. Sciobia tatiana ingår i släktet Sciobia och familjen syrsor. Inga underarter finns listade i Catalogue of Life.